# Джак Даниъл
Джаспър Нютън „Джак“ Даниъл (на английски: Jasper Newton "Jack" Daniel) е американски спиртовар, основател на фабриката за производство на уиски – „Джак Даниълс“.

## Биография
Даниъл е най-малкото от десет деца в семейството на Калауей и Лусинда Матилда (родена Кук) Даниъл. Той е с шотландско-ирландско-уелско потекло. Прародителите му имигрират в САЩ в края на XVIII век. Датата му на раждане не е сигурна, а майка му умира малко след като той се появява на бял свят, вероятно след родилни усложнения.
Компанията, която днес притежава спиртоварната, твърди, че Даниъл получава първия си лиценз за производство на алкохол през 1866 г., но последните проучвания сочат, че спиртоварната всъщност е основана през 1875 г.
Според историята на компанията, през 1850-те години, когато Даниъл е малък, той работи за проповедник, продавач и спиртовар на име Дан Кол. Той е бил много зает и когато вижда потенциал в младия Джак, решава да го научи как да прави уиски. Последните прочувания, обаче, сочат, че Даниъл се е научил да прави алкохолни напитки не от Кал, а от човек на име Нийръст Грийн, който е един от робите на Кол.
Дниъл не се жени и няма деца, но приютява племенниците си. Сред тях е и Лем Мотлоу, който е добър с числата и бързо поема счетоводната дейност на компанията.
През 1907 г., с крехко здраве, Даниъл дава спиртоварната на Мотлоу и на още един от племенниците си. Скоро след това Мотлоу откупува напускането на другия племенник и се захваща сам да ръководи бизнеса през следващите 40 години, бидейки прекъснат няколко пъти от Сухия режим и Втората световна война.
Даниъл умира от сепсис в родния си Линчбърг през октомври 1911 г.